# Base Palmer

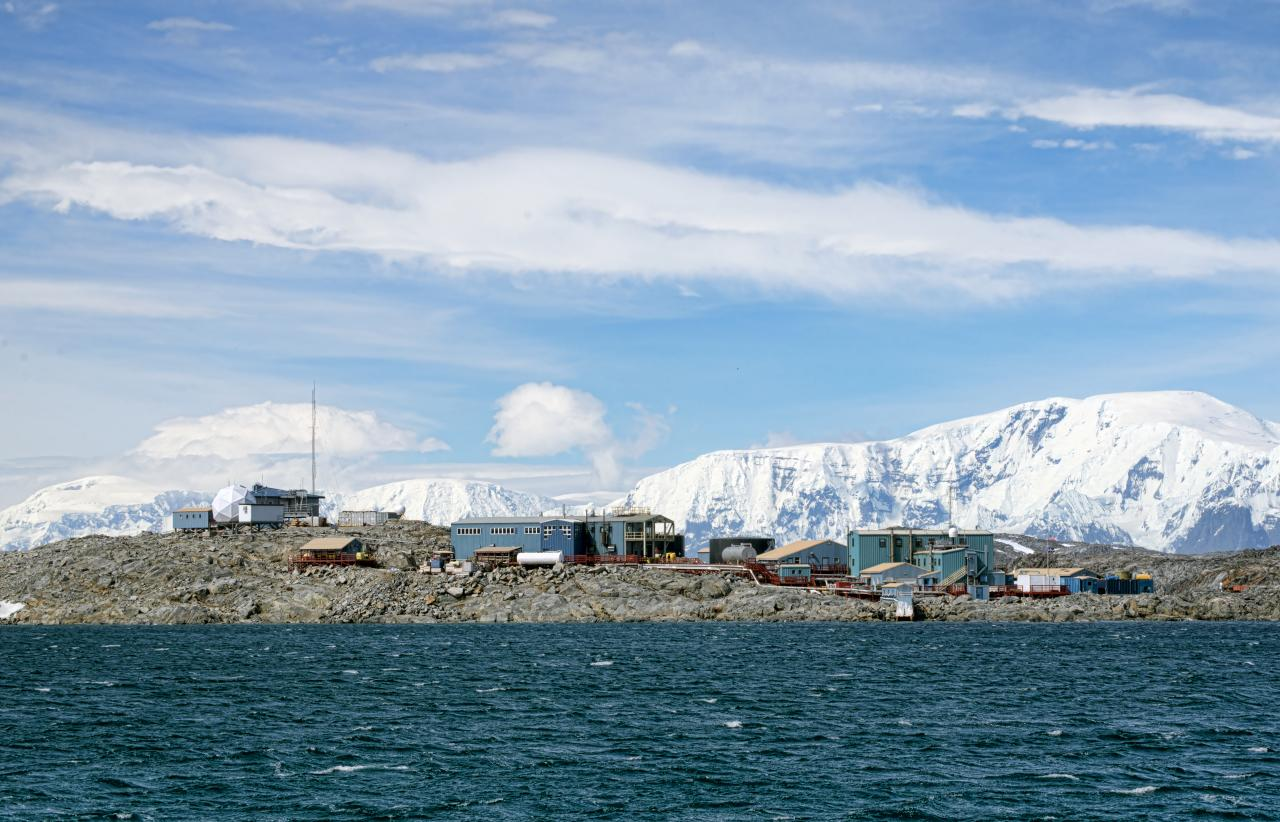
Base Palmer, enero de 2013.

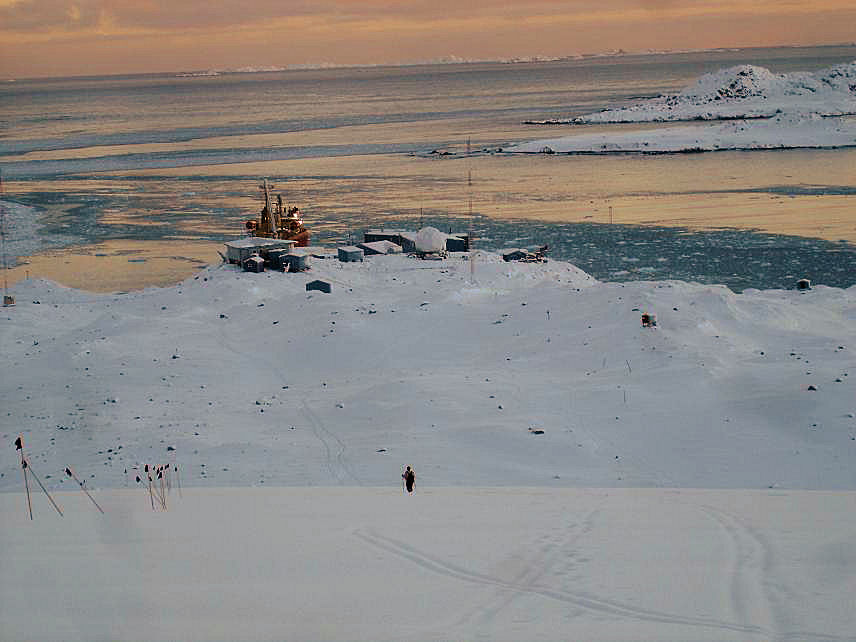
Base Palmer.

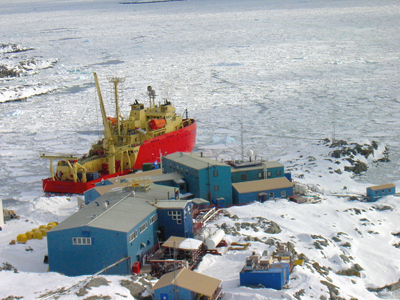
El R/V Laurence M. Gould en el muelle de la base Palmer.

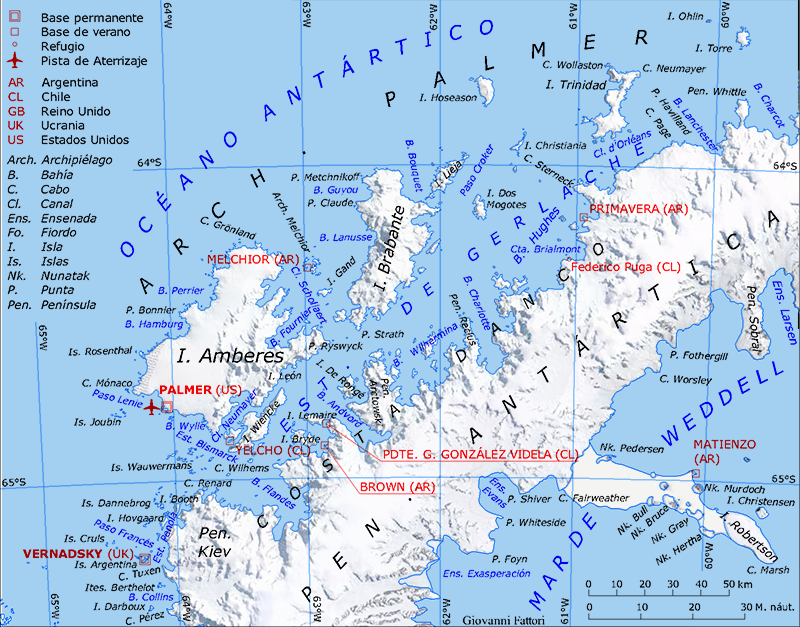
Mapa del sector del archipiélago Palmer. Base cartográfica: Antarctic Digital Database http://www.add.scar.org/

La base Palmer (en inglés: Palmer Station) se ubica en la isla Anvers (64°46′12″S 64°3′00″O / -64.77000, -64.05000), y es la única base antártica permanente de Estados Unidos al norte del círculo polar antártico. Aunque está en una isla, el hielo frecuentemente la conecta con tierra firme. Su construcción terminó en 1968. 

## Historia
En enero y febrero de 1963 un equipo estadounidense visitó el área en busca de sitios adecuados para instalar la base, seleccionando unos 30 lugares y señalando principalmente a la zona de Puerto Arthur en la isla Anvers. Otro equipo llegó a la zona en enero de 1964 en el USCGC Eastwind, estableciendo una cabaña tipo Jamesway en la punta Bonaparte de la isla Anvers para seleccionar la ubicación específica para la nueva estación. El sitio seleccionado fue la punta Norsel porque allí estaba la desocupada Base N del Reino Unido, que fue utilizada como apoyo mientras su construyó la base. Los materiales de construcción y el personal llegaron en el USS Edisto el 12 de enero de 1965, y el 25 de febrero de 1965 la base fue inaugurada. Fue bautizada en honor a Nathaniel B. Palmer, quien habría sido el primero en avistar el continente antártico en forma confirmada. El edificio podía albergar a 15 personas. La Base N fue convertida en laboratorio biológico y glaciológico y usada por la Base Palmer.
Posteriormente se decidió que la punta Gamage era más adecuada para una estación permanente, ya que era más accesible por mar. La construcción de la nueva base a 1600 m al sudeste se inició en enero de 1967 y se inauguró el 20 de marzo de 1968.
En 1990-1991 el personal de la Base Palmer removió las antiguas instalaciones de esa base (Old Palmer), y retiró también los escombros de la Base N, permaneciendo solo los cimientos de hormigón.
El rápido retroceso del hielo debido al calentamiento global, reveló en enero de 2004 que el área en donde se hallaba la Base N y la Base Palmer original es una isla separada de la isla Anvers. En 2007 el United States Board on Geographic Names la denominó unilateralmente isla Amsler.

## Descripción
Tiene una capacidad máxima para albergar 46 personas, que es el contingente normal de verano. Palmer de todas formas está operativa todo el año, y la población desciende a entre 15 y 20 personas de la dotación de invierno finalizada la temporada de investigación estival. Existen laboratorios científicos ubicados en el módulo Bio-Lab, así como un muelle y un helipuerto. La mayor parte del personal son empleados temporales del principal contratista del Programa Antártico de los EE. UU., la Raytheon Polar Services Company. Un representante de la Fundación Nacional para la Ciencia se encuentra permanentemente en la base como jefe de la misma.

## Ciencia
La mayor parte de la investigación científica efectuada en Palmer se centra en la zoología. La Base Palmer se encuentra adyacente a varias pingüineras grandes, de las especies adelia, papúa y barbijo, abundantes en el verano, pero se pueden observar pequeños grupos durante todo el año.
El área es también hogar de varios tipos de focas y lobos marinos, como el elefante marino, la foca leopardo y la foca cangrejera, entre otros.
La investigación submarina está dirigida desde el barco R/V Laurence M. Gould, el cual rutinariamente atraca en la base para que los biólogos marinos puedan usar los laboratorios de la instalación.

## Abastecimiento y transporte de la estación
La Base Palmer es regularmente reabastecida por el barco de investigación R/V Laurence M. Gould, un barco con casco rompehielos que realiza regularmente cruceros alrededor de la península Antártica. El barco de investigación R/V Nathaniel B. Palmer, el otro barco de investigación del Programa Antártico de los Estados Unidos de América (USAP), también se ha acercado a la base en la ensenada Hero, donde se ubica el muelle, pero la ensenada no es suficientemente profunda para que atraque el Palmer. Ambos barcos son equipados y arrendados a la USAP por la empresa Edison-Chouest Offshore.
La ensenada Hero fue nombrada por el barco R/V Hero, que se utilizaba para llevar suministros a la Base Palmer desde puertos en Argentina y Chile. El R/V Hero era propiedad de la Fundación Nacional para la Ciencia y fue construido en 1968 por el astillero Harvey Gamage en Maine. La Base Palmer Station está localizada sobre punta Gamage, nombrada en homenaje al astillero.
Luego de años de servicio, el R/V Hero fue retirado en 1984 y remplazado por el R/V Polar Duke, un gran y más moderno barco, que fue a su vez remplazado por el R/V Laurence M. Gould en 1997.
Adicionalmente, en las décadas de 1980 y 1990, los rompehielos USCGC Polar Star y el USCGC Polar Sea alternadamente asistieron a la Base Palmer.
No hay acceso aéreo de rutina a Palmer, pero ocasionalmente pequeños aviones equipados con esquíes aterrizan en el glaciar al este de la base.

## Película
El film japonés de 1981 Virus (Fukkatsu no hi) usó prolongadamente como localización la Base Palmer, con George Kennedy como el Almirante Conway, el oficial de comando de la base.